# Florian Pumhösl
Florian Pumhösl (* 1971 in Wien) ist ein österreichischer Künstler. Er bedient sich in seinen Arbeiten der Mittel der Installation, der Konzeptkunst und der Fotografie. Er war einer der jüngsten teilnehmenden Künstler an der documenta 12.

## Leben und Wirken

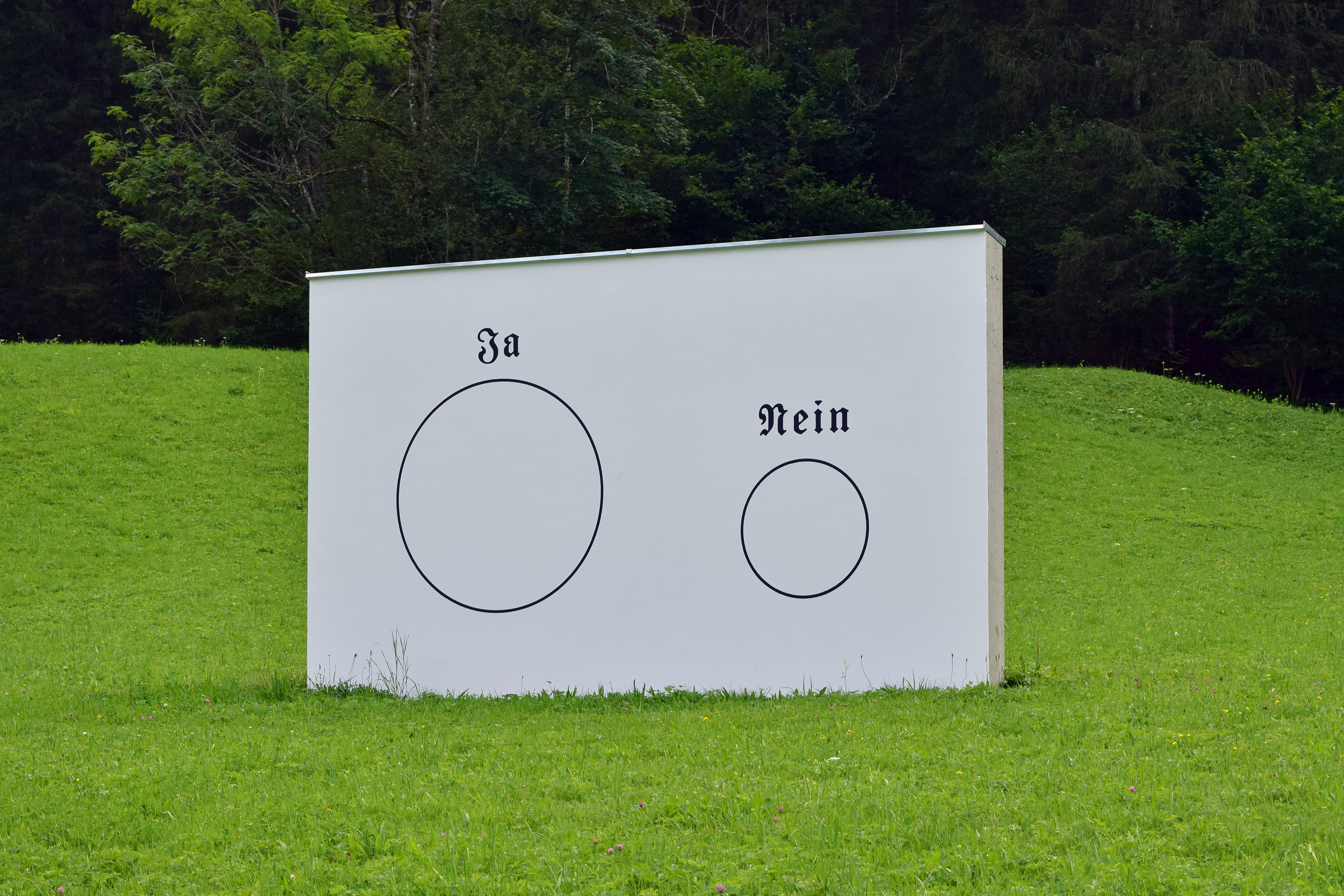
Mahnmal in Lunz am See (2020)

Florian Pumhösl studierte von 1989 bis 1991 an der Höheren Graphischen Bundes-, Lehr- und Versuchsanstalt Wien und bis zu seinem Diplomabschluss 1997 an der Hochschule für angewandte Kunst Wien.
Pumhösl geht in seinen Arbeiten – beginnend mit einem visuellen Reiz – von theoretischen Überlegungen zu Bedingungen der Kultur aus. Dabei steht das Formenvokabular der Moderne, besonders der Architektur, im Mittelpunkt. Typisch ist dabei eine Auseinandersetzung mit politischen und sozialen Ereignissen, besonders im Kontext der Dritten Welt. Die von ihm verwandten Techniken reichen von der Fotografie bis zur Hinterglasmalerei, seine Formensprache ist dabei der Reklamemalerei der 1920er Jahre verwandt, die Farben sind meist auf Schwarz-Weiß beschränkt.
Seit dem Sommersemester 2018 hat er eine Professur für Bildhauerei an der Akademie der Bildenden Künste München. Er lebt und arbeitet in München und Wien.

## Auszeichnungen
- 2000: Otto-Mauer-Preis
- 2003: CENTRAL Kunstpreis vom Kölnischen Kunstverein[5]
- 2006: Preis der Stadt Wien für Bildende Kunst
- 2012: Teresa-Bulgarini-Preis

## Ausstellungen

### Einzelausstellungen (Auswahl)
- 2012/2013: Florian Pumhösl, Kunsthaus Bregenz
- 2010: Florian Pumhösl, Kunstverein für die Rheinlande und Westfalen, Düsseldorf
- 2008: Florian Pumhösl – Programm, Stedelijk Museum, Amsterdam.[6]
- 2005: Florian Pumhösl – Animated Map, Kunsthalle St. Gallen.[7]
- 2004: Florian Pumhösl, Centre d’édition contemporaine, Genf.[8]
- 2003: Florian Pumhösl, Kölnischer Kunstverein, Köln.[9] Ausstellung anlässlich der Verleihung des CENTRAL Kunstpreises.
- 2000: FLORIAN PUMHÖSL, Wiener Secession, Wien.[10]
- 1998: Florian Pumhösl – Covering the Room, Salzburger Kunstverein, Salzburg.[11]

### Teilnahme an Gruppenausstellungen (Auswahl)
- 2007: documenta 12, Kassel. Gezeigt wurde die Installation Modernologie (dreieckiges Atelier).[12]
- 2007: Cross-Border. Fotografie und Videokunst aus dem MUMOK Wien, Kunstmuseum Stuttgart.[13]
- 2006: 27. Biennale von São Paulo.
- 2006: ...und so hat Konzept noch nie Pferd bedeutet, Generali Foundation, Wien.[14]
- 2006: Why Pictures Now, MUMOK, Wien.[15]
- 2005: Occupying Space – The Generali Collection, gezeigt im Witte de With, Rotterdam und im Haus der Kunst München.[16]
- 2005: Icestorm, Kunstverein München.[17]
- 2004–2005: DIE REGIERUNG – How do we want to be governed?, gezeigt unter abweichenden Titeln im MACBA, Barcelona[18], danach im Miami Art Central, Miami[19], in der Wiener Secession, Wien,[20] und im Witte de With, Rotterdam.[21]
- 2004: Formalismus. Moderne Kunst, heute, Kunstverein in Hamburg.[22]
- 2003: Adorno – Die Möglichkeit des Unmöglichen, Frankfurter Kunstverein, Frankfurt am Main.[23]
- 2003: Individual Systems, 50. Biennale di Venezia, Venedig.
- 2002: Fundamentalisms of the New Order, Kunsthal Charlottenborg, Kopenhagen.[24]
- 2002: Designs für die wirkliche Welt, Generali Foundation, Wien.[25]
- 2002: Der globale Komplex – continental drift, gezeigt im O.K. Centrum für Gegenwartskunst, Linz und im Grazer Kunstverein, Graz.[26]
- 2001: Yokohama 2001 – International Triennale of Contemporary Art, Tokio.[27]